# Citipati
Citipati is een geslacht van theropode dinosauriërs uit de Oviraptoridae, dat tijdens het Laat-Krijt in het gebied van het huidige Mongolië leefde.
Citipati is een van de best bekende Oviraptoridae door de vondst sinds de jaren negentig van enkele zeer goed geconserveerde en volledige exemplaren. Die werden aangetroffen in de Gobiwoestijn in lagen zandsteen van de tachtig miljoen jaar oude Djadochtaformatie van Uchaa Tolgod. Daartoe behoren ook eieren, een embryo in een ei, en meerdere wijfjes die zich nog in een broedende positie bovenop nesten bevonden. De vondsten werden eerst per abuis toegewezen aan de verwante soort Oviraptor. Toen de vergissing ingezien werd, benoemde men in 2001 een apart geslacht Citipati, wat 'Heer van de brandstapel' betekent. De typesoort is Citipati osmolskae. Er bestaat ook een verwante, nog onbenoemde vorm die soms wordt gezien als een tweede soort van Citipati. Ook het enige bekende fossiel van deze andere soort is jarenlang als een oviraptor beschouwd. De meeste illustraties van Oviraptor zijn in feite op dit skelet gebaseerd.
Citipati was, met een lengte van twee en een halve meter, voor een oviraptoride vrij groot. Hij liep op de achterpoten waarbij de horizontale romp in evenwicht gehouden werd door een korte staart. Hij had lange armen met grote handen. Op een lange nek stond een korte hoge kop met een kam op de snuit. De kaken droegen vooraan een snavel. Ze waren sterk gebogen en tandeloos. Door hun afwijkende vorm zijn de wetenschappers het er niet over eens wat Citipati at: kleine prooidieren, eieren, schelpdieren of planten.
Citpati was vermoedelijk warmbloedig en voorzien van een verenkleed. Bij het broeden sloeg het wijfje de armen over de rond haar liggende, langwerpige harde eieren. Bij het fossiel is daardoor goed te zien dat de voorpoten de vorm hadden van vleugels met lange slagpennen, de grote uiterste veren. De soort verschaft zo unieke informatie over de vroege evolutie van het broedgedrag van theropode dinosauriërs, waartoe ook de vogels behoren.

## Ontdekking en naamgeving
Het holotype van Citipati, IGM 100/978, werd in de Mongoolse provincie Ömnögovĭ door een expeditie van het American Museum of Natural History en de Mongoolse Academie van Wetenschappen ontdekt in de Ankylosaur Flats-vindplaats in de Uchaa Tolgod in lagen zandsteen van de Djadochtaformatie die dateert uit het Campanien, ongeveer vijfentachtig tot vijfenzeventig miljoen jaar oud. Het werd in 1996 gemeld als een exemplaar van Oviraptor. In 2001 werd het voor de eerste keer kort beschreven en door James Michael Clark, Mark Norell en Rinchen Barsbold benoemd als de typesoort Citipati osmolskae, samen met de oviraptoride Khaan. Het holotype bestaat uit een bijna compleet skelet met een uitermate goed geconserveerde schedel, waarvan zelfs beide stapes (gehoorbeenderen), een scleraalring (een deel van het oog) en het tongbeen bewaard zijn gebleven. De schedel is in 2002 in detail door Clark beschreven, de rest van het skelet was in 2002 nog niet geprepareerd en wacht nog op een grondige beschrijving.

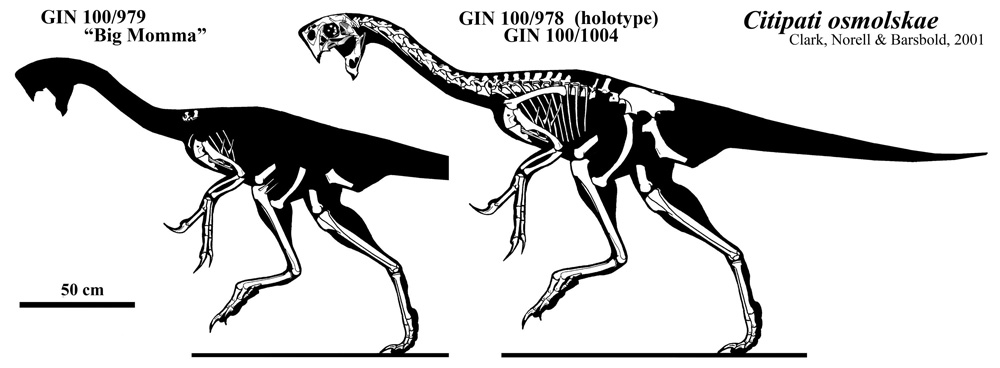
Een diagram van twee specimina

Al in 1993 was door hetzelfde team een nest met eieren ontdekt, met in één daarvan nog een gefossiliseerd embryo. Het embryo, specimen IGM 100/971, werd echter pas in 2001 als dat van Citipati herkend, en later in het benoemende artikel aan die soort toegewezen. In 1993 werd ook een gedeeltelijk skelet (IGM 100/979) in een broedende positie op een nest gevonden. Het werd gemeld in 1995. Dit exemplaar, dat in de media als "Big Mama" bekendstond, werd oorspronkelijk als een specimen van Oviraptor gezien. Het werd in 1999 beschreven als een aparte, nog onbenoemde soort en werd in 2001 door Clark et al. aan Citipati toegewezen. Het mist het grootste deel van de wervelkolom, het bekken en de schouderbladen, zodat het voornamelijk uit de ledematen bestaat. Een ander broedend exemplaar (IGM 100/1004), gevonden in 1995, werd door het team de naam "Big Auntie" gegeven. Het werd in eerste instantie niet formeel aan Citipati toegewezen. In 2018 gebeurde dit alsnog. Het betreft een vermoedelijk dertien jaar oud dier dat 6% langer is dan het holotype. Door erosie zijn schedel en staart bij dit exemplaar verdwenen. Beide broedende exemplaren missen de schedel, zodat de associatie met Citipati waarvan de postcrania nog slecht geanalyseerd zijn, slechts een voorlopige is. Een afgietsel van Big Mama wordt in het AMNH tentoongesteld aangevuld met een afgietsel van de nek en schedel van het holotype, waarbij de hals naar rechts ombuigt net als bij Big Auntie. Twee verdere broedende exemplaren zijn gemeld, maar nog niet beschreven. Al deze specimina werden snel door los duinzand bedekt. Daardoor zijn ze uitstekend geconserveerd en vrij compleet in verband liggend, omdat de skeletten niet door stromend water verstrooid raakten. Bovendien zijn ze ook driedimensionaal bewaard zonder te zijn geplet of vervormd. Nesten zonder skeletten zijn zeer algemeen in de Uchaa Tolgod en worden vaak door illegale fossielenhandelaren gestroopt. Nest IGM 100/1125 is door de wetenschap geborgen en werd in 2006 kort beschreven.

### Etymologie
De geslachtsnaam Citipati wordt gevormd door de twee woorden: citi ("brandstapel" in het Sanskriet, een oude Indische taal) en pati (Sanskriet voor "heer"). In het Tibetaans-Mongoolse volksgeloof zijn de Citipati twee boeddhistische monniken die tijdens een diepe staat van meditatie werden onthoofd door een rover. Ze worden meestal voorgesteld als twee skeletten die omringd zijn door vuur, en gelden als beschermers van begraafplaatsen. Vandaar dat de naam gebruikt werd voor de goed geconserveerde botten van het holotype. De soortaanduiding eert de Poolse paleontologe Halszka Osmólska, die in het gebied veel onderzoek had verricht naar oviraptoriden.

## Overige soorten
In 2010 wees Gregory S. Paul een viertal eerder als aparte geslachten benoemde oviraptoriden aan Citipati toe. Dat leverde een Citipati barsboldi (= Nemegtomaia), Citipati gracilis (= Conchoraptor), Citipati huangi (= Heyuannia) en een Citipati mongoliensis (= Rinchenia) op. In deze naamgeving is hij echter door niemand gevolgd.

### DeZamyn Khondt Oviraptorid

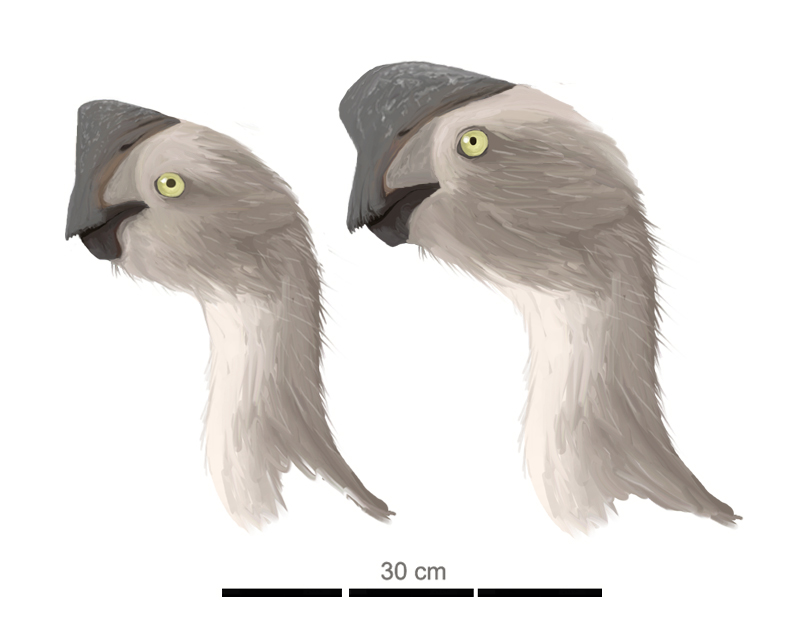
Een vergelijking tussen de hoofden van C. osmolskae en C. sp.

Een ander volledig exemplaar met schedel (IGM 100/42) werd in de Djadochtaforrmatie van Zamin Chondt (ook als Zamyn Khondt of Dzamin Khong geschreven) gevonden. Het is tot nu toe onbenoemd gebleven, maar wordt tegenwoordig wel als Citipati sp. of als de Zamyn-Khondt Oviraptorid ("Zamin-Chondt-Oviraptoride") aangeduid.

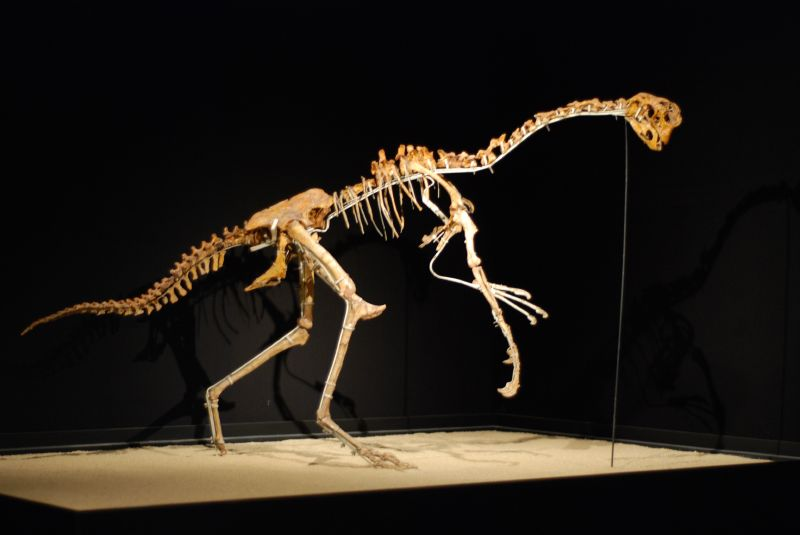
IGM 100/42

Oorspronkelijk meldde Barsbold het in 1981 als een exemplaar van Oviraptor. Omdat deze Zamyn-Khondt-Oviraptorid beter geconserveerd was dan het holotype van Oviraptor, vormde hij daarna de basis voor de wetenschappelijke studies en populaire voorstellingen van Oviraptor. De meeste gepubliceerde afbeeldingen van Oviraptor zijn in feite op dit exemplaar gebaseerd. Latere studies tonen echter dat er verschillen zijn tussen de Zamyn-Khondt-Oviraptoride en Oviraptor, bijvoorbeeld in de lengte van de schedel en van de boven- en onderkaken. In 2001 werd door Clark vermoed dat de Zamyn-Khondt-Oviraptorid dichter bij Citipati dan bij Oviraptor staat, vanwege de gelijkenissen bij het tussenkaaksbeen (het intermaxillare of de praemaxilla) en de neusregio. Hij duidde de vondst aan als een nieuwe, nog onbenoemde soort van Citipati: een Citipati sp. Latere analyses gaven echter de positie van dit exemplaar vaak toch weer dichter bij Oviraptor, en ook een positie bij Conchoraptor of Nemegtomaia behoorde tot de uitkomsten. Gezien deze onzekerheden is wel gesuggereerd het als een eigen nieuw geslacht te benoemen.
Deze vorm onderscheidt zich van Citpati osmolskae doordat de vomeres, ook bekend als ploegschaarbeenderen, in het verhemelte niet vergroeid zijn, de voorrand van de snuit in zijaanzicht hol is en de halswervels niet bijzonder verlengd zijn.

## Beschrijving

### Algemeen

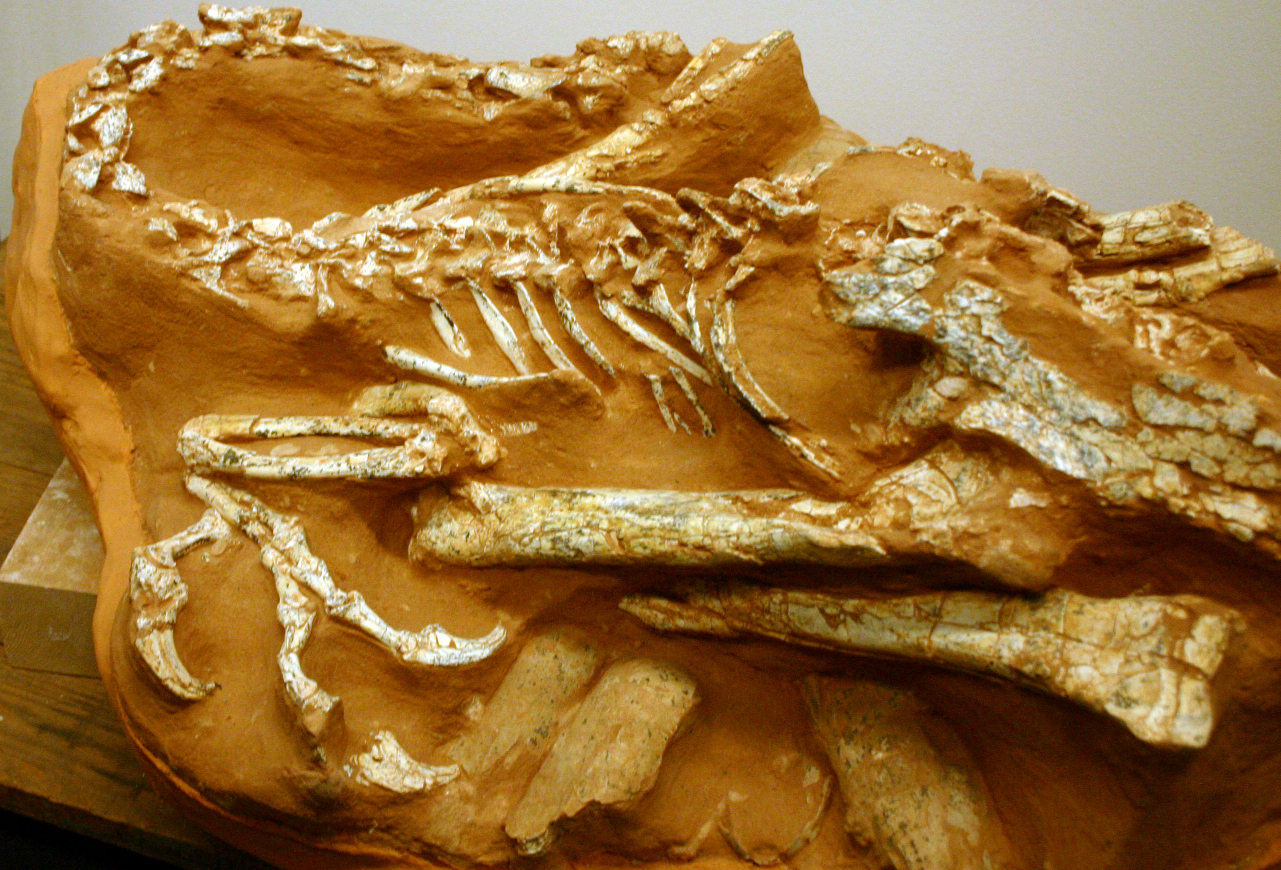
Big Auntie broedend op haar nest; de schedel ontbreekt

In 2010 schatte G.S. Paul de lengte van Citipati op tweeënhalve meter en het gewicht op vijfenzeventig kilogram, hoewel eerder zelfs een lengte van drie meter werd verondersteld. Bij Big Auntie is het dijbeen 405 millimeter lang. Daarmee is Citipati een van de grotere Oviraptoridae, ongeveer een kwart langer dan de meeste andere leden van de groep, hoewel een stuk kleiner dan de reuzenvorm Gigantoraptor.
Citipati deelt enkele van de algemene eigenschappen van de ruimere Theropoda. Zo is hij een tweevoeter die alleen op zijn achterpoten liep en wordt een horizontale romp in evenwicht gehouden door een staart. De soort is echter ook dat lid van de Oviraptoridae waarvan het skelet het best bekend is. Hij kan dus als het beste voorbeeld dienen van de speciale eigenschappen van die groep. Oviraptor zelf kan die rol niet meer spelen nu de specimina van Citipati en IGM 100/42 daarvan afgescheiden zijn, daarvoor is zijn holotype te fragmentarisch. Het vaststelbare verschil met Oviraptor ligt hem vooral in diens plattere schedel.
Als oviraptoride maakte Citipati vooral een zeer vogelachtige indruk. De kop is kort, tandeloos, hoog en voorzien van een opvallende schedelkam. De nek is lang en S-vormig; de staart daarentegen is tamelijk kort. De armen zijn lang met grote handen en opvouwbaar. Ook de achterpoten zijn lang met vooral een verlengd onderbeen. Bij het levende dier zou de gelijkenis met een vogel vermoedelijk nog versterkt zijn door het bezit van een verenkleed. Op de staart was wellicht een waaier van lange veren aanwezig; de hand en onderarm waren misschien voorzien van echte slagpennen, zodat een ware vleugel gevormd werd. Het dier was echter te zwaar om te vliegen of zelfs om te zweven. Het verenkleed wijst wel op warmbloedigheid. De ademhaling werd ondersteund door een uitgebreid systeem van luchtzakken zoals de processus uncinati aantonen, uitsteeksels op de ribben die als hefbomen dienen om het borstbeen op en neer te laten bewegen.
Clark wist in 2001 enkele onderscheidende eigenschappen van de soort als zodanig vast te stellen. Het achterhoofd helt naar voren. Het wandbeen is gemeten over de lengteas van de schedel veel langer dan het voorhoofdsbeen en reikt vooraan tot bijna de voorrand van de oogkas. De opgaande tak van het jukbeen staat haaks op de horizontale tak in plaats van schuin naar achteren te lopen. Het neusgat is vrijwel cirkelvormig. Het deel van de praemaxilla dat naar het neusbeen loopt, is bijna verticaal in plaats van naar achteren te hellen. De halswervels zijn langgerekt, ongeveer tweemaal zo lang als breed, de hoogste lengte/breedte-verhouding die bekend is van de Oviraptoridae. De uiteinden van de zitbeenderen zijn met elkaar vergroeid. Een verder in 2001 nog als mogelijk uniek beschouwd kenmerk, de aanwezigheid van een epipterygoïde in de hersenpan, bleek later algemeen te zijn bij de Oviraptoridae. Het bezit van een, klein, coronoïde in de onderkaak lijkt echter wel uniek te zijn binnen de groep. In 2018 werden verder het U-vormige vorkbeen met lang hypocleidium en het vergroeien van de trochanter major en de trochanter minor tot een enkele kam op het dijbeen als onderscheidend beschouwd.

### Schedel
De beschrijving van de schedel door Clark uit 2002 leverde veel nieuwe informatie op. De kop is niet alleen erg kort, veertien centimeter, en hoog, zeven centimeter, maar heeft een transformatie ondergaan, waarbij het lijkt of de buitenkant van de schedel aan de neus omhooggetrokken is waarbij alle botten vervormd raakten. Terwijl bij de meeste theropoden de kop bovenop een plat vlak vormt, ligt bij Citipati de middenlijn een stuk hoger dan de randen. Het wandbeen op de kop is naar voren en schuin naar boven uitgerekt en de beenderen van het achterhoofd zijn als het ware in die richting omgevallen, waarbij het bovendeel van het jukbeen meeging. De hoge voorrand van de snuit ligt bijna in het verlengde van de voorrand van de schedelkam op de neusbeenderen. De bovenkaaklijn heeft zich in het midden ook naar boven bewogen zodat die hol is, de bovenkant van een denkbeeldige platte driehoek volgend. Het verhemelte echter heeft zich niet mee bewogen zodat dit nu ver beneden de kaaklijn uitsteekt. Overeenkomstig de holle onderkant van de bovenkaak heeft de onderkaak een uiterst bolle bovenkant, mogelijk gemaakt door een extreme zwelling van het dentarium. Dit bot doet zijn naam echter geen eer aan want het bevat geen enkele tand, evenmin als er nog tanden in de bovenkaak staan. Het hoofd is door dit alles zo ongewoon en bizar geworden dat bij foto's en afbeeldingen van alleen de botten vaak voor- en achterkant verwisseld worden. Het hellende en vrij lage achterhoofd doet namelijk denken aan de voorkant van een snuit, terwijl de echte snuit zo hoog en recht is dat het wel het achterhoofd lijkt.
De schedel vormt een haast rechthoekige open structuur met vele openingen, slechts gescheiden door dunne beenspanten. De grootste daarvan — als we zijn ruitvormige verdiepte fossa, de buitenwand van een zwaar quadratum, meerekenen — is het onderste slaapvenster achteraan de schedel. Daarvóór bevindt zich de oogkas, die van onderen recht is en bovenaan afgerond. Hij wordt slechts van de muil gescheiden door een dunne tak van het jukbeen. Doordat het midden van de schedel zo hoog is, ligt de oogkas ten opzichte van de totale hoogte van de kop tamelijk laag. Wegens dezelfde oorzaak is het bovenste slaapvenster, midden boven het onderste slaapvenster en de oogkas geplaatst, in zijaanzicht zichtbaar. Vóór de oogkas bevindt zich een kleine ovale fenestra antorbitalis in een driehoekige fossa. De beenspant tussen beide openingen, gevormd door het traanbeen, ligt boven het hoogste punt van de kaaklijn en onder het hoogste punt van de schedel, dat weer gevormd wordt door het raakpunt van het voorhoofdsbeen met het neusbeen. Vanaf dit punt daalt de schedel geleidelijk naar voren toe, een recht profiel vormend dat het bovenvlak uitmaakt van de schedelkam op de snuit, bestaande uit een zwelling van de neusbeenderen. Tussen dat vlak en de fenestra antorbitalis ligt het grote neusgat, in een relatief achterwaartse positie. De kam is binnenin gepneumatiseerd, doortrokken van luchtholten die aan de zijwand door de beenwand heen breken en zo accessoire openingen vormen. Net vóór het neusgat is er een kleine inkeping in het bovenprofiel en iets verder naar voren buigt het neusbeen abrupt naar beneden, een bijna haakse hoek vormend met de bovenkant. Die hoek is de punt van de schedelkam, die zich niet heel ver van het neusgat bevindt; de eigenlijke kam zelf is lang niet zo groot als bij sommige verwante soorten. De voorkant van de schedel valt bijna loodrecht omlaag; er is een kleine geleidelijke uitholling waar de neusbeenderen de samengegroeide praemaxillae raken. De praemaxillae waaieren naar onder toe ver uiteen. De snuit is zo onderaan niet spits maar breed en afgerond. Bij het leven waren ze bedekt met een hoorsnavel in de vorm van een schep. De rand daarvan had verschillende uitsteeksels, schijntanden van hoorn. Naar achteren versmalt de snuit en wordt daar ondersteund door de maxilla die maar een klein deel van het gezicht uitmaakt, een dunne rand onder de fenestra antorbitalis.
In het verhemelte loopt aan beide zijden een langgerekte tak van een vleugelbeen of os pterygoideum onderaan de hersenpan richting een langgerekt os palatinum, waarmee het vergroeid is tot een van onder holle buisvormige structuur. De palatina hebben een unieke driestralige structuur waarbij de opgaande takken een tussenschot vormen dat de neusholte afscheidt van de oogkas. Tussen beide halve buizen loopt een diepe brede spleet, van boven afgesloten door een langgerekt parasfenoïde. De schedelruimte daar weer boven is een grote holte die zich uitstrekt tot ver boven de eigenlijke langwerpige hersenholte. Van de opstaande randen van de buizen is de buitenste het hoogst. Daar waar de bovenkaaklijn omhoog gaat, daalt het vleugelbot juist en zijn buitenrand gaat over in een apart opstaand element: het ectopterygoïde, dat een punt vormt die een stuk beneden de kaaklijn uitsteekt, alvorens weer omhoog te gaan. Bovenaan raakt het ectopterygoïde het jukbeen niet; hierdoor kan de groeve van het onderste slaapvenster de ruimte innemen die bij de meeste andere Diapsida gevuld wordt door een klein fenestra suborbitalis. De holle buizen begrenzen aan hun voorkant de openingen naar de neusholten, de choanae. Die zijn gescheiden door de vergroeide vomeres. De beenspant die zo gevormd wordt buigt weer verbredend naar beneden om contact te maken met de interne delen van de maxilla. Hierdoor ontstaat een tandvormige structuur op de middenlijn van de onderkant van de schedel die opnieuw ver beneden de kaaklijn uitsteekt.

### Onderkaken
Ook de onderkaken zijn sterk gemodificeerd. Het achterdeel van de onderkaak is bijzonder dun en taps toelopend zodat het articulare dat het kaakgewricht vormt erg laag gelegen is. Dat gewricht is langwerpig met in de lengterichting een opstaande richel, maar zonder voor of achter een opstaande begrenzende rand. Dat betekent dat de onderkaken een kauwende beweging van voor naar achteren konden uitvoeren, terwijl bij de meeste theropoden de kaak alleen open en dicht kan klappen. Naar voren toe stijgt de kaaklijn steeds verder tot een grote knobbel op de bovenste bolling, een apart coronoïde uitsteeksel op de voorkant van het surangulare. Citipati heeft op dat punt ook een klein balkvormig os coronoideum aan de binnenkant van de kaak dat bij de meeste Oviraptoridae niet is aangetroffen. De hoge zwelling, bovenop vrij plat, heeft aan de buitenzijde een grote opening die ten dele in twee helften gesplitst wordt door een neergaand uitsteeksel van het surangulare. Aan de binnenzijde van de kaak is de opening nog groter. Enkele centimeters voor de voorkant van de kaak daalt het bovenprofiel abrupt in een steile rechte lijn die gevormd wordt door de voorkant van het dentarium. Onderaan kromt het profiel juist sterk omhoog om aan te kunnen sluiten bij de snavel van de bovenkaken. Op dit punt zijn de onderkaken vergroeid tot een enkele brede U-vormige symfyse. Hun geheel, de mandibula, draagt zo een hoornige ondersnavel, die tamelijk hoog is doordat het samengroeiingsvlak een soort kin vormt die uitsteekt beneden de verder vrij horizontale onderkant van de onderkaak. Het oppervlak van het bot toont hier zeer diepe putten, een teken dat de snavel krachtig verankerd was en door een snelle groei een kennelijk forse slijtage moest compenseren.
De elementen van het tongbeen bestaan uit een paar ceratohyalia, langwerpige, in het midden licht naar onderen gebogen staafvormige botten die de eerste cornua branchialia vertegenwoordigen, die tussen de takken van de mandibula de tongspieren ondersteunden.

### Postcrania

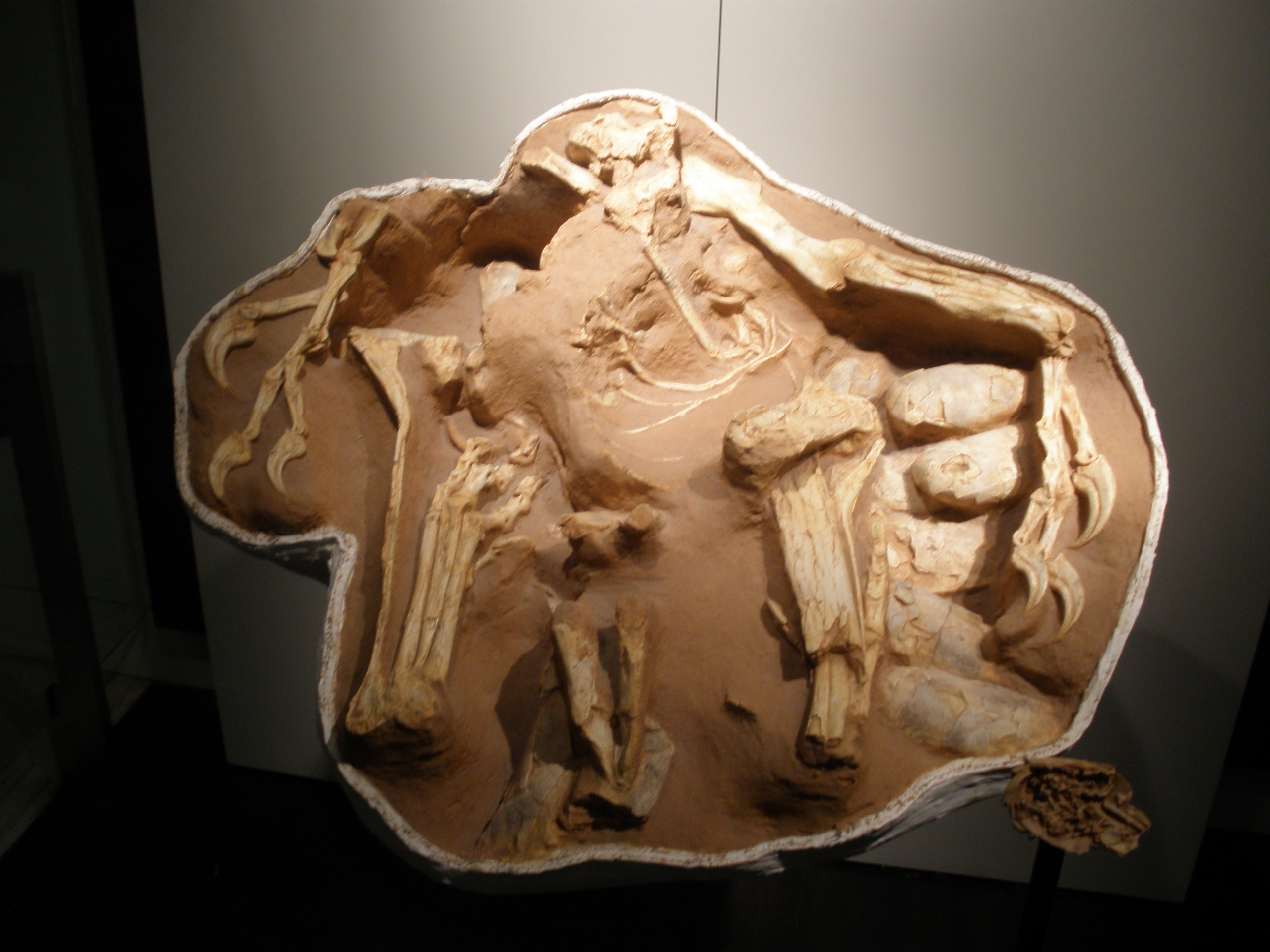
Big Mama bestaat alleen uit de postcrania

Van de delen achter de schedel, de postcrania, zijn nog weinig details bekend geworden, de meeste door een beschrijving van Big Mama. De nek is bij oviraptoriden lang door een groot aantal halswervels. Big Auntie toont er minstens twaalf. Bij Citipati zijn de halswervels langwerpig doordat ze vrij dun zijn. De nekribben zijn relatief lang, langer dan het wervellichaam. De ribben van de borstkas hebben een enkelvoudig onderste segment; de drie voorste articuleren via speciale gewrichten met het borstbeen om de ademhaling te vergemakkelijken, een vogelachtig kenmerk. Nog vogelachtiger is dat de voorste vier ribben zijuitsteeksels hebben, de processus uncinati. Citipati heeft een naadloos vergroeid vorkbeen dat massief is, niet gepneumatiseerd. Deze furcula draagt onderaan een erg groot plat middenuitsteeksel, een hypocleidium, richting borstbeen, waarmee het raakvlak gering is. Het sternum bestaat uit twee borstbeenderen die elkaar in een rechte naad raken. In de voorste hoek heeft hun rand een uitholling. Verder zijn er twee uitsteeksels, de voorste een driehoekig voor het contact met drie borstribben, de achterste in de vorm van een zijplaat met de vorm van het trabeculum dat de vogels hier bezitten.
De arm is lang: bij Big Mama heeft het opperarmbeen een lengte van 227 millimeter en in de onderarm is de ellepijp 222 millimeter lang, het spaakbeen 201 millimeter. Het opperarmbeen heeft een welgevormde deltopectorale kam. De ellepijp heeft maar een zwak ontwikkelde processus olecrani. Een halvemaanvormig botje in de pols maakt het mogelijk de hand naar achteren omhoog te klappen en zo de vleugel op te vouwen tegen het lichaam. De hand is nog eens extra lang met inclusief klauwen anderhalfmaal de lengte van de onderarm. Hij draagt forse, vrij gekromde handklauwen. Het eerste middenhandsbeen is niet bijzonder versmald en heeft ongeveer een derde van de lengte van het tweede en derde middenhandsbeen. Het derde middenhandsbeen is slanker dan het tweede, maar heeft geen versmald boveneinde. De formule van de vingerkootjes is 2-3-4-0-0. Het eerste kootje van de eerste vinger is lang en robuust gebouwd. De twee kootjes van de tweede vinger hebben ongeveer twee derden van de lengte van het kootje van de eerste vinger. De bovenste twee kootjes van de derde vinger zijn de helft korter, maar het derde kootje ervan is weer een kwart langer. De vingers waren niet sterk beweegbaar ten opzichte van de middenhand, maar konden op zich wel sterk gekromd worden. De handklauwen zijn groot, hoog, sterk gekromd, afgeplat en voorzien van grote uitsteeksels voor de aanhechting van de pezen van de buigspieren. De hoornschachten zijn bij Big Mama gedeeltelijk bewaard gebleven en tonen dat de deze nog ver, zo'n drieëntwintig millimeter bij de tweede klauw, uitstaken voorbij de punt van de beenkern van de klauw.
In het bekken steekt het schaambeen, rond in doorsnede, ver schuin naar onderen zodat de romp op dit punt tamelijk hoog is; vaak wordt die te slank en gestroomlijnd afgebeeld. In feite is Citipati wat hoekig gebouwd met een grote buikholte. De zitbeenderen eindigen in een brede symfyse, samengroeiing, die ver naar achteren uitsteekt in een dunne punt met een holle bovenrand. Bij "C." sp. is die symfyse bijzonder groot en buigt sterk naar boven. Het scheenbeen is langer dan het bovenbeen maar het dunne kuitbeen is onderaan gereduceerd; bij Big Mama is het 415 millimeter lang. Wel raakt het nog het calcaneum. De middenvoetsbeenderen zijn niet vergroeid. Het middelste, derde, is bovenaan iets versmald. Het eerste is op driekwart van de bovenkant op de schacht van de tweede bevestigd en steekt schuin naar achter. De onderkant ervan is echter naar voren gedraaid zodat de teen geen grijpfunctie kan hebben uitgeoefend. Het vijfde middenvoetsbeen is gereduceerd tot een botsplinter en draagt geen teen meer. De formule van de teenkootjes is 2-3-4-5-0. De kootjes zijn kort en robuust en dragen brede, robuuste en vrij rechte klauwen. De derde teen is het langst; dan volgen de vierde, tweede en eerste.

## Fylogenie
In 2001 werd Citipati door Clark aan de Oviraptoridae toegewezen en dit is tot nu een gebruikelijke indeling gebleven. In 2004 verfijnde Osmólska dat verder tot de Oviraptorinae, een uitkomst die ook sommige andere analyses kregen. Citipati zou zich in een minder basale positie dan Oviraptor maar nog onder de Ingeniinae in de stamboom bevinden; andere studies tonen echter juist een positie in de Ingeniinae. Binnen de terminologie van Osmólska behoort Citipati overigens per definitie tot de klade Oviraptorinae, omdat het er een verankerend taxon van is — dus in die definitie met name genoemd wordt.
Een mogelijke positie in de evolutionaire stamboom toont het volgende kladogram.
|  | Rinchenia |
|  |           |
|  | Citipati  |
|  |           |

|         | Ajancingenia)                                             |
|         |                                                           |
| unnamed | \| \| Nemegtomaia \| \| \| \| \| \| Heyuannia \| \| \| \| |
|         | \| \| Nemegtomaia \| \| \| \| \| \| Heyuannia \| \| \| \| |
|         | Nemegtomaia                                               |
|         |                                                           |
|         | Heyuannia                                                 |
|         |                                                           |

|  | Nemegtomaia |
|  |             |
|  | Heyuannia   |
|  |             |

|         | Ajancingenia)                                             |
|         |                                                           |
| unnamed | \| \| Nemegtomaia \| \| \| \| \| \| Heyuannia \| \| \| \| |
|         | \| \| Nemegtomaia \| \| \| \| \| \| Heyuannia \| \| \| \| |
|         | Nemegtomaia                                               |
|         |                                                           |
|         | Heyuannia                                                 |
|         |                                                           |

|  | Nemegtomaia |
|  |             |
|  | Heyuannia   |
|  |             |

|         | Ajancingenia)                                             |
|         |                                                           |
| unnamed | \| \| Nemegtomaia \| \| \| \| \| \| Heyuannia \| \| \| \| |
|         | \| \| Nemegtomaia \| \| \| \| \| \| Heyuannia \| \| \| \| |
|         | Nemegtomaia                                               |
|         |                                                           |
|         | Heyuannia                                                 |
|         |                                                           |

|  | Nemegtomaia |
|  |             |
|  | Heyuannia   |
|  |             |

|         | Ajancingenia)                                             |
|         |                                                           |
| unnamed | \| \| Nemegtomaia \| \| \| \| \| \| Heyuannia \| \| \| \| |
|         | \| \| Nemegtomaia \| \| \| \| \| \| Heyuannia \| \| \| \| |
|         | Nemegtomaia                                               |
|         |                                                           |
|         | Heyuannia                                                 |
|         |                                                           |

|  | Nemegtomaia |
|  |             |
|  | Heyuannia   |
|  |             |

|         | Ajancingenia)                                             |
|         |                                                           |
| unnamed | \| \| Nemegtomaia \| \| \| \| \| \| Heyuannia \| \| \| \| |
|         | \| \| Nemegtomaia \| \| \| \| \| \| Heyuannia \| \| \| \| |
|         | Nemegtomaia                                               |
|         |                                                           |
|         | Heyuannia                                                 |
|         |                                                           |

|  | Nemegtomaia |
|  |             |
|  | Heyuannia   |
|  |             |

|         | Ajancingenia)                                             |
|         |                                                           |
| unnamed | \| \| Nemegtomaia \| \| \| \| \| \| Heyuannia \| \| \| \| |
|         | \| \| Nemegtomaia \| \| \| \| \| \| Heyuannia \| \| \| \| |
|         | Nemegtomaia                                               |
|         |                                                           |
|         | Heyuannia                                                 |
|         |                                                           |

|  | Nemegtomaia |
|  |             |
|  | Heyuannia   |
|  |             |

|         | Ajancingenia)                                             |
|         |                                                           |
| unnamed | \| \| Nemegtomaia \| \| \| \| \| \| Heyuannia \| \| \| \| |
|         | \| \| Nemegtomaia \| \| \| \| \| \| Heyuannia \| \| \| \| |
|         | Nemegtomaia                                               |
|         |                                                           |
|         | Heyuannia                                                 |
|         |                                                           |

|  | Nemegtomaia |
|  |             |
|  | Heyuannia   |
|  |             |

|         | Ajancingenia)                                             |
|         |                                                           |
| unnamed | \| \| Nemegtomaia \| \| \| \| \| \| Heyuannia \| \| \| \| |
|         | \| \| Nemegtomaia \| \| \| \| \| \| Heyuannia \| \| \| \| |
|         | Nemegtomaia                                               |
|         |                                                           |
|         | Heyuannia                                                 |
|         |                                                           |

|  | Nemegtomaia |
|  |             |
|  | Heyuannia   |
|  |             |

|  | Rinchenia |
|  |           |
|  | Citipati  |
|  |           |

|         | Ajancingenia)                                             |
|         |                                                           |
| unnamed | \| \| Nemegtomaia \| \| \| \| \| \| Heyuannia \| \| \| \| |
|         | \| \| Nemegtomaia \| \| \| \| \| \| Heyuannia \| \| \| \| |
|         | Nemegtomaia                                               |
|         |                                                           |
|         | Heyuannia                                                 |
|         |                                                           |

|  | Nemegtomaia |
|  |             |
|  | Heyuannia   |
|  |             |

|         | Ajancingenia)                                             |
|         |                                                           |
| unnamed | \| \| Nemegtomaia \| \| \| \| \| \| Heyuannia \| \| \| \| |
|         | \| \| Nemegtomaia \| \| \| \| \| \| Heyuannia \| \| \| \| |
|         | Nemegtomaia                                               |
|         |                                                           |
|         | Heyuannia                                                 |
|         |                                                           |

|  | Nemegtomaia |
|  |             |
|  | Heyuannia   |
|  |             |

|         | Ajancingenia)                                             |
|         |                                                           |
| unnamed | \| \| Nemegtomaia \| \| \| \| \| \| Heyuannia \| \| \| \| |
|         | \| \| Nemegtomaia \| \| \| \| \| \| Heyuannia \| \| \| \| |
|         | Nemegtomaia                                               |
|         |                                                           |
|         | Heyuannia                                                 |
|         |                                                           |

|  | Nemegtomaia |
|  |             |
|  | Heyuannia   |
|  |             |

|         | Ajancingenia)                                             |
|         |                                                           |
| unnamed | \| \| Nemegtomaia \| \| \| \| \| \| Heyuannia \| \| \| \| |
|         | \| \| Nemegtomaia \| \| \| \| \| \| Heyuannia \| \| \| \| |
|         | Nemegtomaia                                               |
|         |                                                           |
|         | Heyuannia                                                 |
|         |                                                           |

|  | Nemegtomaia |
|  |             |
|  | Heyuannia   |
|  |             |

|         | Ajancingenia)                                             |
|         |                                                           |
| unnamed | \| \| Nemegtomaia \| \| \| \| \| \| Heyuannia \| \| \| \| |
|         | \| \| Nemegtomaia \| \| \| \| \| \| Heyuannia \| \| \| \| |
|         | Nemegtomaia                                               |
|         |                                                           |
|         | Heyuannia                                                 |
|         |                                                           |

|  | Nemegtomaia |
|  |             |
|  | Heyuannia   |
|  |             |

|         | Ajancingenia)                                             |
|         |                                                           |
| unnamed | \| \| Nemegtomaia \| \| \| \| \| \| Heyuannia \| \| \| \| |
|         | \| \| Nemegtomaia \| \| \| \| \| \| Heyuannia \| \| \| \| |
|         | Nemegtomaia                                               |
|         |                                                           |
|         | Heyuannia                                                 |
|         |                                                           |

|  | Nemegtomaia |
|  |             |
|  | Heyuannia   |
|  |             |

|         | Ajancingenia)                                             |
|         |                                                           |
| unnamed | \| \| Nemegtomaia \| \| \| \| \| \| Heyuannia \| \| \| \| |
|         | \| \| Nemegtomaia \| \| \| \| \| \| Heyuannia \| \| \| \| |
|         | Nemegtomaia                                               |
|         |                                                           |
|         | Heyuannia                                                 |
|         |                                                           |

|  | Nemegtomaia |
|  |             |
|  | Heyuannia   |
|  |             |

|         | Ajancingenia)                                             |
|         |                                                           |
| unnamed | \| \| Nemegtomaia \| \| \| \| \| \| Heyuannia \| \| \| \| |
|         | \| \| Nemegtomaia \| \| \| \| \| \| Heyuannia \| \| \| \| |
|         | Nemegtomaia                                               |
|         |                                                           |
|         | Heyuannia                                                 |
|         |                                                           |

|  | Nemegtomaia |
|  |             |
|  | Heyuannia   |
|  |             |

Citipati wordt vaak gepresenteerd als een van de meest vogelachtige niet-vliegende dinosauriërs. Barsbold, Paul en in 2009 nog Xu Xing hebben verondersteld dat de vele overeenkomsten met vogels erop duiden dat het bij de oviraptoriden om echte vogels gaat, die dus nog boven Archaeopteryx in de stamboom zouden staan. In 2002 publiceerde Osmólska zelfs een exacte analyse die dat resultaat als uitkomst had. In de meeste analyses echter zijn ze slechts nauwe verwanten van de vogels en waren sommige gedeelde kenmerken, zoals een korte staart en een tandeloze kop, dan een geval van parallelle evolutie. Wel is het mogelijk dat de gemeenschappelijke voorouder van beide groepen een kleine vliegende vorm betrof.

## Levenswijze

### Habitat
Het leefgebied van Citipati, indertijd op ongeveer 30° noorderbreedte gelegen, had een woestijnachtig voorkomen. Het had desalniettemin vrij veel regenval, zodat er naar huidige normen een steppeklimaat heerste. Door de hoge temperaturen waren er echter uitgestrekte gebieden met zandduinen. De neerslag zorgde voor oases met een meer weelderige plantengroei. De fauna bestond uit relatief kleine dieren. De twee grootste planteneters waren de dinosauriërs Pinacosaurus en Protoceratops. Er zijn tanden gevonden van een grotere tyrannosauroïde, maar de meeste roofdieren waren kleine theropoden als Tsaagan en Byronosaurus. Naast Citipati is er in de Uchaa Tolgod een tweede oviraptoride gevonden, de veel kleinere Khaan. Aangezien het omstreden is waarvan ze eigenlijk leefden, is het niet eenvoudig te bepalen welke niches deze twee oviraptoriden in hun ecosysteem opvulden.

### Voedsel
Citipati moet zich als vrij klein dier met tamelijk hoogwaardig voedsel gevoed hebben. De beperkte omvang van zijn lichaam stond geen verwerking van de grote hoeveelheden laagwaardig voedsel toe, die nodig zouden zijn geweest om zijn hoge stofwisseling te ondersteunen. Er zijn drie voedselbronnen voor oviraptoriden verondersteld.
Van de eerste ontdekte oviraptoride, Oviraptor zelf, werd oorspronkelijk gedacht dat hij als eiereter leefde. Het beest werd, zo meende men, op heterdaad betrapt, want fossiel aangetroffen op een nest eieren waarvan men aannam dat ze door Protoceratops gelegd waren — pas later bleken die door Oviraptor zelf gelegd te zijn. Nog in 1993 werd de hypothese van een dieet dat uit eieren bestond door Philip Currie verdedigd.
Een probleem met deze gedachte is dat de extreme specialisaties die de schedel van de oviraptoriden toont, niet speciaal nuttig zouden zijn geweest voor het openbijten van eieren. De normale theropodenschedel met tanden zou daar even goed, zo niet beter, toe in staat zijn geweest. In 1983 kwam Barsbold met een ander voorstel: de kop zou gemodificeerd zijn om schelpdieren te kraken. Met zijn korte gebogen vorm zou hij als een enorme tang gewerkt hebben. Die functie zou versterkt zijn door een vergroeiing van verschillende beenderen die de schedel akinetisch, star, zou hebben gemaakt. Met de schoffelvormige snuit werden de mosselen van hun ondergrond gebeten en daarna dieper in de bek gebracht waar het tandvormige uitsteeksel van het verhemelte de harde schelp brak. Deze hypothese werd in 1988 door Paul afgewezen omdat de schedel als geheel daar veel te licht voor zou zijn geweest. De achterkant ervan was kennelijk niet speciaal zwaar gespierd en de uit te oefenen bijtkrachten waren tamelijk beperkt. De aanhechtingspunten van de spieren wijzen erop dat niet zozeer een verticale kracht werd uitgeoefend maar een horizontale in de lengterichting. Dat sluit aan bij de vorm van het kaakgewricht dat een kauwende beweging in die richting toestaat.

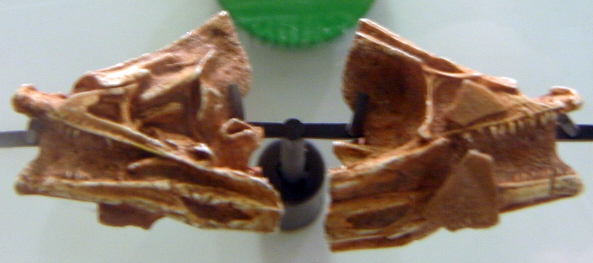
IGM 100/972, een in een nest van Citpati aangetroffen kop van Byronosaurus

In 1993 kwam David Smith met een alternatieve voedselbron: ondanks het feit dat ze theropoden waren, zouden de oviraptoriden als planteneters geleefd hebben. Sommige plantendelen zijn zeer energierijk, zoals zaden, vruchten en wortels. De hoornsnavel zou plantenmateriaal losgewoeld en afgeschraapt hebben, wat zijn sterke slijtage verklaart. Vezelige wortels zouden dieper in de muil verwerkt zijn. De kaken waren in staat hard voedsel zoals zaden te breken maar nog beter om bij wortels het sap, rijk aan suikers en zetmeel, door een herhaalde klappende beweging uit de taaie massa vrij te maken, waarbij de uitstekende gedeelten van het verhemelte als een hamer de wortel tussen de onderkaken tot pulp sloegen. De relatief grote buikholte zou een aanpassing zijn om de plantenresten verder te verteren. De grote handen zouden gebruikt zijn om wortels uit te graven, takken te grijpen of zich tegen roofdieren te verdedigen. In de afgelopen jaren is ook van andere maniraptore groepen verondersteld dat ze een herbivore (Therizinosauria) of omnivore (Troodontidae) levenswijze hadden. Het model van Smith heeft ook sterke ondersteuning gekregen door de vondst van de reuzenoviraptoride Gigantoraptor: het is nauwelijks denkbaar dat een dier van anderhalve ton zich met schelpdieren voedde.
De directe bewijzen waarover we beschikken, wijzen echter weer in een andere richting. Citipati voerde althans zijn jongen met kleine prooidieren. De koppen van twee jonge exemplaren van de troodontide Byronosaurus, specimina IGM 100/972 en IGM 100/974, zijn namelijk in 1993 aangetroffen in een van de gefossiliseerde nesten van Citipati die een unieke bron van informatie vormen over de levenswijze van de soort.

### Nesten, embryo's en eieren

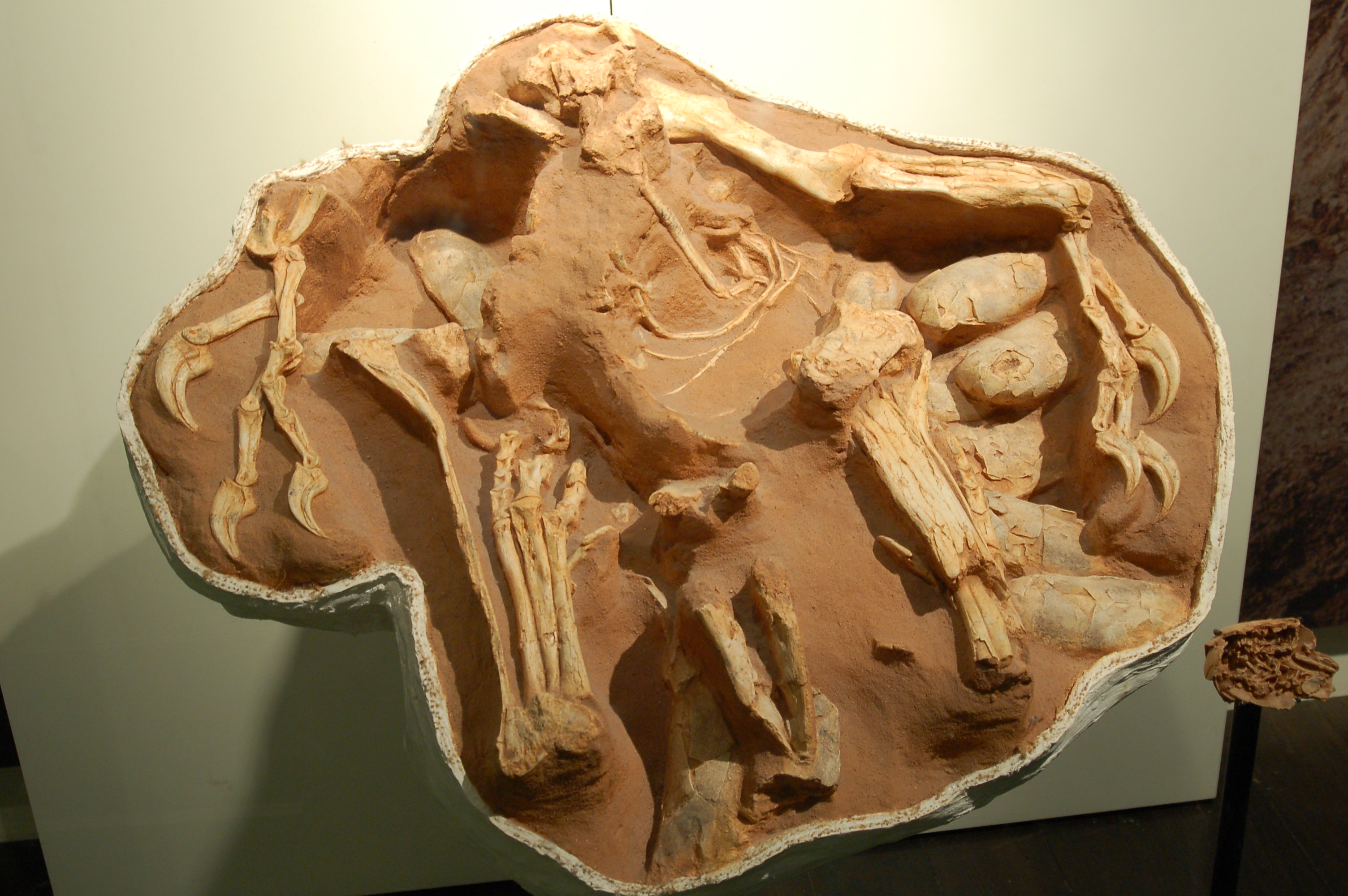
Big Mama, een nestelend exemplaar van Citipati, in het American Museum of Natural History met rechtsonder het embryo

Van Citipati is een reeks broedende exemplaren bekend, waarvan "Big Mama" en "Big Auntie" de bekendste voorbeelden zijn. Bij hun ontdekking lagen ze op een nestheuvel, met uitgespreide armen en naar achteren gedraaide handen, zodat heel het nest bedekt werd. De moeder — het wordt althans meestal aangenomen dat het de wijfjes betreft, hoewel het theoretisch mogelijk is dat ook de mannetjes aan het broeden deelnamen — lag met de buik op de grond terwijl de eieren in een hoefijzervorm om haar heen lagen. Een dergelijke broedhouding is tegenwoordig enkel bij de vogels bekend, een verder bewijs dat vogels theropoden zijn. Bovendien wijst deze houding erop dat Citipati lange veren aan zijn armen had: zonder vleugels zou het broed niet warm gehouden worden. Anders dan bij kleine vogels zat de moeder kennelijk echter niet boven op de eieren om ze met haar onbevederde broedvlek warm te houden; door haar hoge gewicht zouden die anders het risico gelopen hebben te breken. De eieren waren in ieder geval niet mede door een dikke laag aarde bedekt en wellicht zelfs helemaal niet.
Het verbazingwekkende feit dat de moederdieren broedend gefossiliseerd zijn, behoeft een speciale verklaring. Eerst werd verondersteld dat een zandstorm de nesten bedekte terwijl het moederinstinct het dier belette haar kroost in de steek te laten. Een minder romantische latere interpretatie is dat zware regenval de helling van een zandduin instabiel maakte waarna een aardverschuiving het nest plots bedolf. Het zand is niet gelaagd en in pakketten tot vijftien meter dikte afgezet, wat het heel onwaarschijnlijk maakt dat het gaat om het resultaat van een zuiver eolisch (door de wind veroorzaakt) proces. Moderne vogels ontvluchten het nest als er dodelijk gevaar dreigt; omdat gezien de geringe verstoring van het nest de verschuiving niet heel energierijk was en de bedekking dus eerst niet zo diep, is wel verondersteld dat de moeders al dood waren of lethargisch geraakt door een lange broedperiode zonder te eten.
Hoewel gave fossiele dinosauriëreieren zeldzaam zijn — men vindt vaak eierschaalfragmenten — zijn eieren van oviraptoriden en vooral Citipati redelijk goed gekend. Bij Big Mama zijn er vijftien zichtbaar terwijl een even groot aantal vermoed wordt nog niet blootgelegd te zijn en bij Big Auntie werden er in eerste instantie zeven aangetroffen; latere preparatie bracht dat op minstens twaalf. Naast broedende exemplaren zijn er in de Gobiwoestijn ook meerdere geïsoleerde nesten gevonden, dus niet in broedkolonies. Eieren worden in de oölogie (eierkunde) benoemd als aparte oospecies en deze zijn aan het eiergeslacht Elongatoolithus toegewezen en daarbinnen soms aan de soort Elongatoolithus frustrabilis. De eieren zijn, zoals de naam al aangeeft, erg lang en ovaal en de schaalstructuur en textuur lijken op die van moderne loopvogels. De harde eierschaal, een evolutionaire vernieuwing die bij de theropoden tot ontwikkeling kwam, maakte het bebroeden mogelijk. De schaal was bij Citipati vrij dun met een dikte van 500 tot 641 micrometer. De nodige stevigheid werd verkregen door twee buitenste harde aprismatische lagen en een binnenste ondersteunende laag van proteïnen. Ze hebben een externe textuur bestaande uit dunne lijnen van kleine bultjes, overeenkomend met "variant 2" van de typologie van Michailov.
Een volledig nest bestond waarschijnlijk typisch uit ongeveer tweeëntwintig eieren, die in drie ringen in concentrische cirkels waren geordend, waarbij de ringen elkaar soms iets overlapten zodat het geheel ook wel als twee lagen geïnterpreteerd is. Bij Big Auntie is er een hogere ring van twaalf eieren met daaronder diepere eieren zichtbaar. De eieren lagen horizontaal met de meest spitse punt naar de moeder gericht. De stompe punt zou een luchtholte hebben kunnen bevat; de textuur van de schaal met groeven en richels in de lengterichting zou de uitwisseling van zuurstof en koolzuurgas via de luchtholte hebben bevorderd.

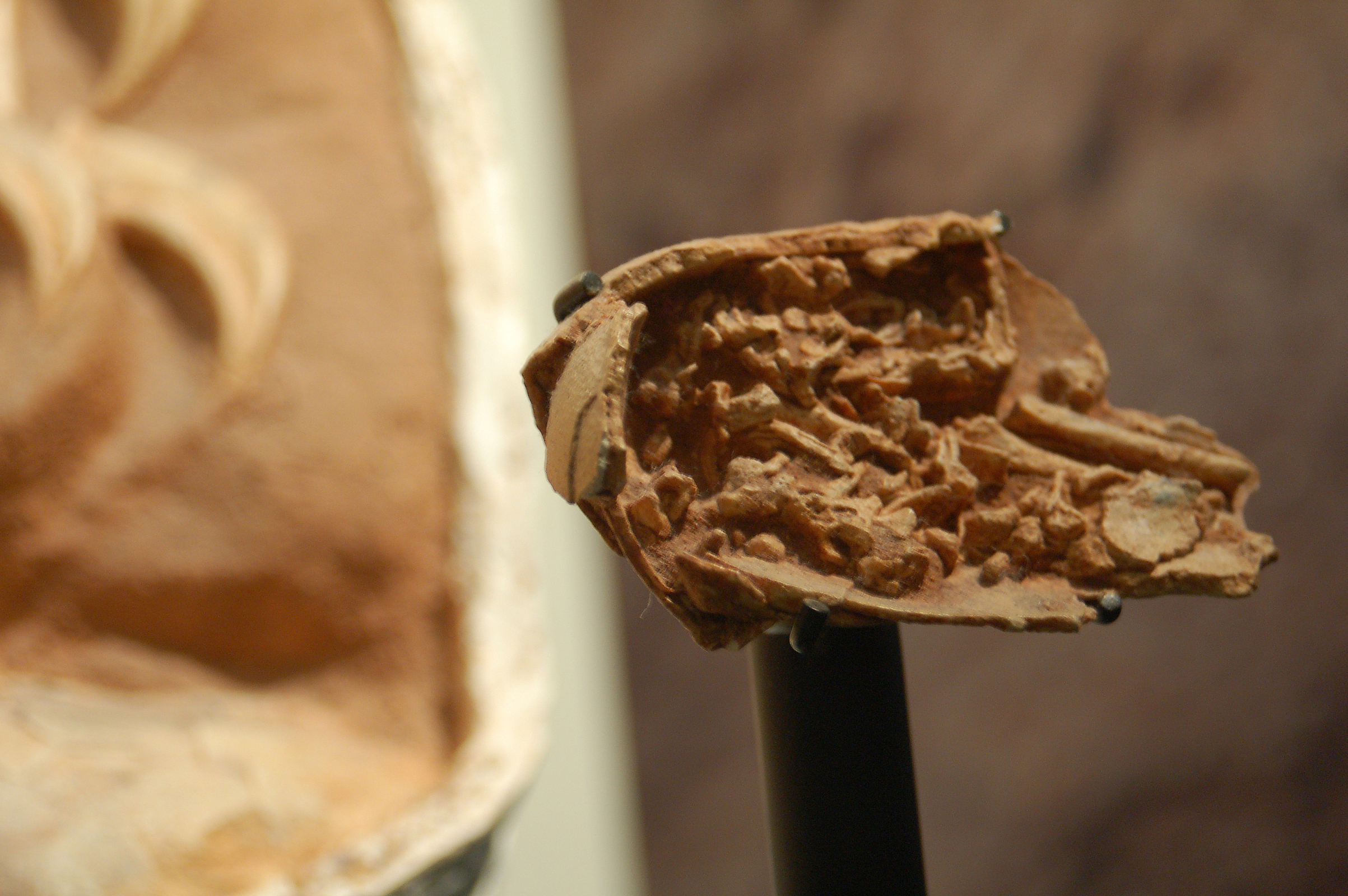
Het ei met de gefossiliseerde resten van een embryo van Citipati

De eieren van Citipati zijn met achttien centimeter lengte en zeven centimeter doorsnede de grootste bekende eieren die met zekerheid van een oviraptoride zijn. De grootte sluit uit dat ze alle tegelijkertijd gelegd werden en de cirkels wijzen er vermoedelijk op dat het wijfje ze stuk voor stuk met een tussenpoos van minstens een dag, niet per twee naast elkaar, deponeerde, in een proces van monoautochrone ovulatie. Ook dit is weer zeer vogelachtig. In de oorspronkelijke beschrijving van "Big Mama" werd echter gemeend dat toch waarneembaar was dat de eieren gepaard waren gelegd en dat dit zou wijzen op de aanwezigheid van twee functionele eileiders. Wat het lastig maakt om dit met zekerheid te bepalen, is de mogelijkheid dat de eieren tijdens het bedolven raken verschoven zijn of dat de moeder ze na het leggen zelf verplaatste of regelmatig draaide. Dergelijke eiercirkels zijn ook wel als een spiraal gezien van na elkaar gelegde eieren.

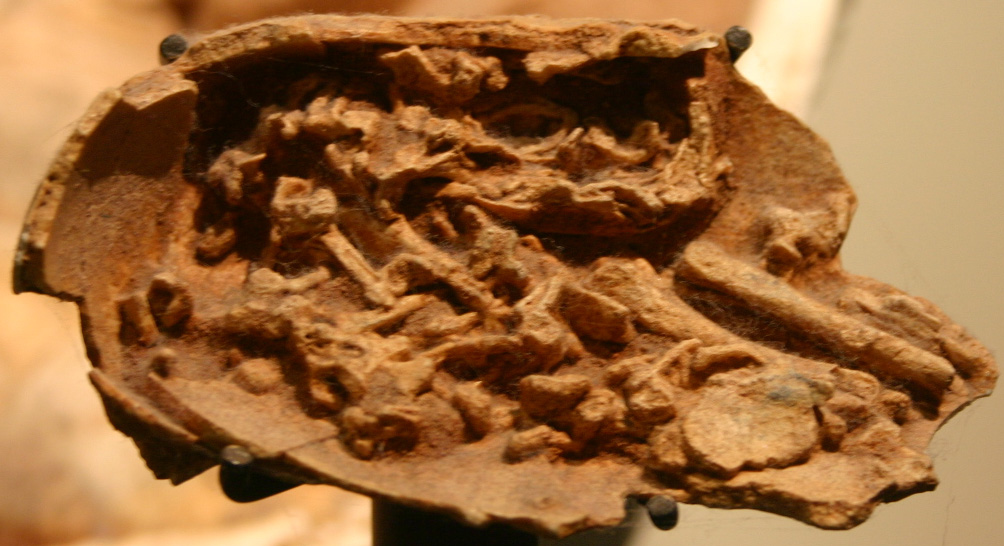
Het embryo; de hoekige massa bovenaan is het schedeltje

In een van de eieren is een gefossiliseerd embryo aangetroffen, specimen IGM 100/971, een erg zeldzame vondst. Het diertje zat opgevouwen met de rug naar de brede punt van het ei gericht. De kop lag met de kin op de borst boven de onder de onderkaak gevouwen handjes. De achterpoten waren opgetrokken zodat de knieën haast de kop raakten. Wegens de prille leeftijd waren de onderkaken nog niet vergroeid en de wervelbogen nog niet versmolten met de wervellichamen. Het vorkbeen of furcula was echter al wel verbeend. De vier centimeter lange schedel had al de korte vorm van de oviraptoriden; de rechte praemaxilla bevestigde dit nog en maakte het later mogelijk het embryo als een citipati te determineren. Het is overigens niet geheel zeker of deze determinering klopt; het ei is met twaalf centimeter bijvoorbeeld korter dan andere eieren van die soort. Het specimen werd in 2016 in de oospecies Elongatoolithus elongatus geplaatst, maar dat werd door de studie uit 2018 afgewezen omdat eieren van dit type korter zijn.
De vondst vormde in 1994 het bewijs dat Oviraptor indertijd ten onrechte beschuldigd was een eierdief te zijn; het was dit type eieren dat ten onrechte aan Protoceratops was toegewezen. In hetzelfde nest als het embryo werden de kleine Byronosaurus-schedels aangetroffen. Vermoedelijk hadden de jongen van Citipati voor een snelle groei veel dierlijke eiwitten nodig, hoewel ook alternatieve verklaringen mogelijk zijn: de jongen van Byronosaurus waren nestparasieten, vielen net het nest aan of zij waren de rechtmatige bewoners van het nest die juist een Citipati-ei gevoerd kregen. Uit onderzoek naar de botstructuur van Citipati is gebleken dat die groei overigens niet zo snel verliep als bij de huidige vogels, die in een enkel seizoen de volwassen grootte bereiken. Citipati had enkele jaren nodig om de maximale omvang te bereiken. Halfwas exemplaren van Citipati zijn niet bekend, hoewel Paul gesteld heeft dat de fossielen van Khaan eigenlijk de juveniele fase van Citipati vertegenwoordigen. De skeletproporties van deze soort zijn echter toch sterk afwijkend, zodat deze opvatting geen navolging heeft gekregen. Het lijkt erop dat zeer jonge dieren geen kam hadden en de groei van dat orgaan dus een teken was dat de geslachtsrijpe leeftijd bereikt was, kennelijk nog voor de groei tot stilstand kwam. Misschien was de kam felgekleurd. Of er in dit verband sprake was van seksuele dimorfie, een groot verschil in bouw tussen wijfje en mannetje, valt niet uit de bekende gegevens op te maken.